# 14010 Jomonaomori
14010 Jomonaomori eller 1993 UL är en asteroid i huvudbältet som upptäcktes den 16 oktober 1993 av de båda japanska astronomerna Kazuro Watanabe och Kin Endate vid Kitami-observatoriet. Den är uppkallad efter Jōmon.
Asteroiden har en diameter på ungefär 4 kilometer och den tillhör asteroidgruppen Eunomia.